# اورای (یوتا)
اورای (به انگلیسی: Ouray) یک منطقهٔ مسکونی در ایالات متحده آمریکا است که در شهرستان یینتا، یوتا واقع شده‌است. اورای ۱٬۴۲۴٫۹۶ متر بالاتر از سطح دریا قرار دارد.